# Valentina Saulenko
Valentina Saulenko (* 3. Februar 1995) ist eine kasachische Biathletin.
Valentina Saulenko bestritt zwischen 2013 und 2015 dreimal in Folge die Biathlon-Juniorenweltmeisterschaften. 2013 erreichte sie in Obertilliach mit den Rängen 74 im Einzel und 81 im Sprint ihre schwächsten Platzierungen. 2014 platzierte sie sich in Presque Isle fast durchweg auf identischen Rängen und wurde 46. des Einzels, 44. des Sprints und 45. der Verfolgung. 2015 erreichte sie mit Rang 44 im Einzel von Minsk erneut eine Platzierung in diesem Bereich. In Sprint und Verfolgung wurde sie 58. und 54. Zudem erreichte sie den 13. Platz mit der Staffel. Wenig zuvor nahm Saulenko auch in Otepää n den Biathlon-Europameisterschaften 2015 teil. In den Einzelrennen kam sie bei den Juniorinnen zum Einsatz: Rang 24 im Einzel, 41 im Sprint und 40 in der Verfolgung. Für das Staffelrennen wurde Saulenko in die kasachische A-Mannschaft berufen. An der Seite von Olga Poltoranina, Alexandra Sassina und Alina Slepenko wurde sie Staffel-14.